# Konispol-Höhle
Die als Konispol-Höhle bekannte Shpella e Kërçmoit ist eine der Höhlen nahe der südalbanischen Stadt Konispol, in der erstmals in Albanien eine paläolithische und mesolithische Fundstätte in größerem Umfang erforscht wurde. Die Höhle ist etwa 50 m lang, bis zu 6 m tief und hat im Innenraum eine Höhe von bis zu 6 m. Sie liegt auf rund 400 m ü. A. in der Saraqint-Kette, ihre Öffnung weist nach Südwesten.

## Vorhergehende Forschung
Zuvor war in der Region die vor-neolithische Zeit kaum erforscht, und nur drei Fundstätten wurden in der Literatur besprochen: Eine liegt am Dajti bei Tirana, wo deutsche Archäologen vor dem Zweiten Weltkrieg gearbeitet hatten, aber Fundort sowie Funde verschollen sind. Die anderen beiden Stätten liegen in fußläufiger Nähe zur Konispol-Höhle, die Höhle von Shën Maria sowie eine Freilandfundstätte beim Dorf Xarra. Später wurde unter anderem weiter nördlich bei Apollonia noch die Freilandfundstätte Kryegjata B aus mittelpaläolithischer Zeit untersucht. Die geringe Zahl an Funden hängt damit zusammen, dass Albaniens Archäologie lange isoliert war.

## Grabungen, Schichten
Nach Voruntersuchungen albanischer Archäologen Ende der 1980er Jahre führte die University of Texas zusammen mit albanischen Partnern von 1991 bis 1997 Grabungen durch. Auf erste Untersuchungen an der Höhle folgten 1992 erste Probegrabungen; im Sommer 1993 begannen die eigentlichen Ausgrabungen.
Die Sedimentierung innerhalb der Höhle erfolgte mit ungewöhnlicher Gleichmäßigkeit, so dass sich die Funde durch ihre Lage innerhalb der Schichten sehr genau datieren ließen. Dabei wies Konispol I jungpaläolithische, Konispol II mesolithische und Konispol III neolithische Funde auf. Darüber lagen die Schichten IV bis VII mit Funden aus dem Äneolithikum, der Bronze- und der Eisenzeit sowie Funden aus der archaischen bis zur hellenistischen Periode.
Insgesamt fand man in der ersten Grabungskampagne 4.141 Bruchstücke von Tierknochen, von denen sich 1.280 einer Tierart oder wenigstens Gattung zuweisen ließen. Schafe und Ziegen repräsentierten dabei 50 bis 90 % der Funde. Sehr viel seltener sind Rinderknochen, die nur in einer Lage 20 % der Knochen darstellen. Wildschweine spielen nur in den tieferen Schichten eine größere Rolle, die Zahl der Knochenfunde lässt weiter oben deutlich nach. Ähnlich ist die Situation bei Rotwild und Rehen. Domestizierte Tiere tauchen wohl erst im Neolithikum auf.

### Mesolithikum
Die mesolithischen Überreste, die in einer 90 Zentimeter mächtigen Schicht entdeckt wurden, konnten auf die Zeit zwischen 8000 und 8400 BP datiert werden, die neolithischen auf die Zeit zwischen 6000 und 2600 v. Chr. Dazwischen könnte eine siedlungsfreie oder -arme Phase gelegen haben.
Neben Abschlägen und Klingen mit leichten Retuschen, dazu sägenartig geformten Steingeräten, Spitzen, Bohrern und Schabern, fand man vor allem Überreste von Steinböcken, dazu in geringerem Maße von Auerochsen, Hirschen und Schweinen. Die Steinwerkzeuge bestanden in der oberen Schicht aus rötlichem und bräunlichem Flint verschiedener Qualität, hier waren Rückenmesser, Grabstichel und Kratzer seltener. Die untere Schicht unterschied sich sehr deutlich. Hier herrschten blockartige weiße Feuersteine vor, die wenig bearbeitet waren. Die hohe Zahl an Abschlägen deutet darauf hin, dass die Steingeräte innerhalb der Höhle hergestellt worden sind. Dabei herrschten bei weitem unfertige Kerne und geringfügig retuschierte Stücke vor, während nur vier fertiggestellte Werkzeuge identifiziert werden konnten. Offenbar war das splittrige Ausgangsmaterial nur wenig geeignet. Ansonsten sind mesolithische Funde in Albanien überaus selten. Nur Kryegjata B, in der Gemeinde Fier unmittelbar nordöstlich von Apollonia gelegen, barg mesolithische Artefakte, wie 2004 berichtet wurde.

### Neolithikum
Das frühe Neolithikum füllt eine beinahe einen Meter umfassende Schicht. Die wenigen Keramikfunde sind meist einfarbig in Braun oder Rotbraun gehalten, einige weisen einen gewissen Glanz auf. Die Gefäße sind einfach. Es handelt sich um Tassen und Gefäße mit weiter Öffnung, zum Teil mit Carination. Verzierungen wurden teils mit Fingernägeln, teils mit einem Instrument ausgeführt. Die Keramik ist jedenfalls unbemalt, ähnlich wie im griechischen Epirus, wohingegen im südöstlichen Albanien, in Nordmazedonien und Thessalien bemalte Keramik vorherrscht. Schon die Ausgräber nahmen daher Beziehungen nach Podgorie I, Veluška I/II und Borodin in Pelagonien, Presesklo in Thessalien, Starčevo in Serbien und Smilčić in Dalmatien an. Zugleich vermuteten sie, dass der Phase der Keramikproduktion auch hier ein akeramisches Neolithikum mit Tierhaltung voranging. Aus dieser oder der nachfolgenden Phase stammt ein einzelnes Emmerkorn, ebenso wie eine Wicke und eine Linse. Letztere stammt, was im Mittelmeerraum nicht ungewöhnlich ist, aus einer vor-neolithischen Schicht.
Das mittlere Neolithikum ist durch eine erheblich dünnere Schicht repräsentiert, die nur etwa 50 Zentimeter umfasst. Die Keramik war meist grau oder grau-schwarz gesprenkelt. Nun erschienen glatte, dünnwandige Gefäße, ihre Ränder waren nach außen gestülpt. Ihr Boden war meist flach, leicht konkav, sehr selten mit Füßen ausgestattet. Ornamentierung blieb selten. Die Impresso-Technik des frühen Neolithikums bestand fort. Die Keramik war nun der des übrigen Albanien sehr ähnlich.
Das späte Neolithikum umfasst nur eine Schicht von 30 Zentimeter. Die dickwandige Ware des mittleren Neolithikums wurde fortgeführt, doch nun kamen helle, graubemalte, dünnwandige Gefäße hinzu, die als Maliq I bekannt sind. Die lokal produzierte Keramik ist rot und glatt, hingegen zeichnet sich die eingeführte Ware durch reineren Ton, also durch geringeren Sandanteil aus. Die Gefäße sind dünnwandiger und sind meist gelb oder gelbbraun, seltener grau. Die Bemalung ist meist von stark variierendem Mattbraun, meist handelt es sich um parallele oder gezackte Linien. Ihre Quelle dürfte Maliq I sein.

### Kupferzeit
Das Äneolithikum ist durch eine nur 20 Zentimeter dicke Schicht repräsentiert. Die Keramik war nun dickwandig, schlecht gebrannt und enthielt reichlich Sand. Die feinere Ware ist daneben gleichfalls vertreten.